# Coronacrisis in Noord-Amerika
De uitbraak van SARS-CoV-2 in Noord-Amerika begon in januari 2020.

## Landen

### Caribisch deel van het Koninkrijk der Nederlanden
Op 13 maart 2020 heeft het RIVM een advies gegeven aan de regeringen van Aruba, Curaçao en Sint Maarten, zelfstandige landen binnen het Koninkrijk der Nederlanden, ter voorkoming van verspreiding van COVID-19. De regeringen van Aruba en Curaçao hadden al zelfstandig reisrestricties genomen.
Op 13 maart werden de eerste twee besmettingen bevestigd in Aruba. Ook in Curaçao werd de eerste besmetting van het virus  die dag gemeld. Op 17 maart 2020 werd de eerste besmetting van het virus in Sint Maarten vastgesteld, het betrof de vierde besmetting op het eiland Sint Maarten.

### Barbados
Op 17 maart 2020 werden de eerste twee besmettingen op Barbados gerapporteerd.

### Canada
Op 25 januari werd in Toronto de eerste patiënt met COVID-19 opgenomen. Het betrof een man die 23 januari was teruggekeerd vanuit Wuhan.

### Franse overzeese territoria
Op 1 maart 2020 werden drie besmettingen met het coronavirus gerapporteerd vanaf Saint-Martin, Saint-Barthélemy en Guadeloupe, elk rapporteerde een besmetting.

### Dominicaanse Republiek
Op 1 maart 2020 werd de eerste besmetting in de Dominicaanse Republiek bevestigd.

### Mexico
Op 28 februari werden de eerste drie besmettingen in Mexico bevestigd.